# Ernest Kennaway
Ernest Laurence Kennaway (Exeter, 23 de maio de 1881 — Great Missenden, 1 de janeiro de 1958) foi um patologista britânico.